# Eufriesea violacea
Eufriesea violacea é uma espécie de abelha originária do Brasil pertencente à tribo Euglossini. As abelhas desta tribo são popularmente conhecidas como abelhas-das-orquídeas. A tribo Euglossini encontra-se entre os grupos de abelhas mais importantes da região neotropical pelo seu trabalho polinizando muitas das espécies nativas das florestas neotropicais. No Brasil, sua ocorrência é mais frequente nas regiões Sul e Sudeste, sendo considerada uma espécie endêmica da Mata Atlântica.

## Características
A E. violacea é uma abelha de tamanho médio, com cerca de 16 mm de comprimento. Possui tegumento metálico predominantemente violeta em fêmeas e verde com violeta em machos. A espécie produz uma nova geração de indivíduos a cada ano. Os machos geralmente nascem em setembro; as fêmeas, depois de outubro.

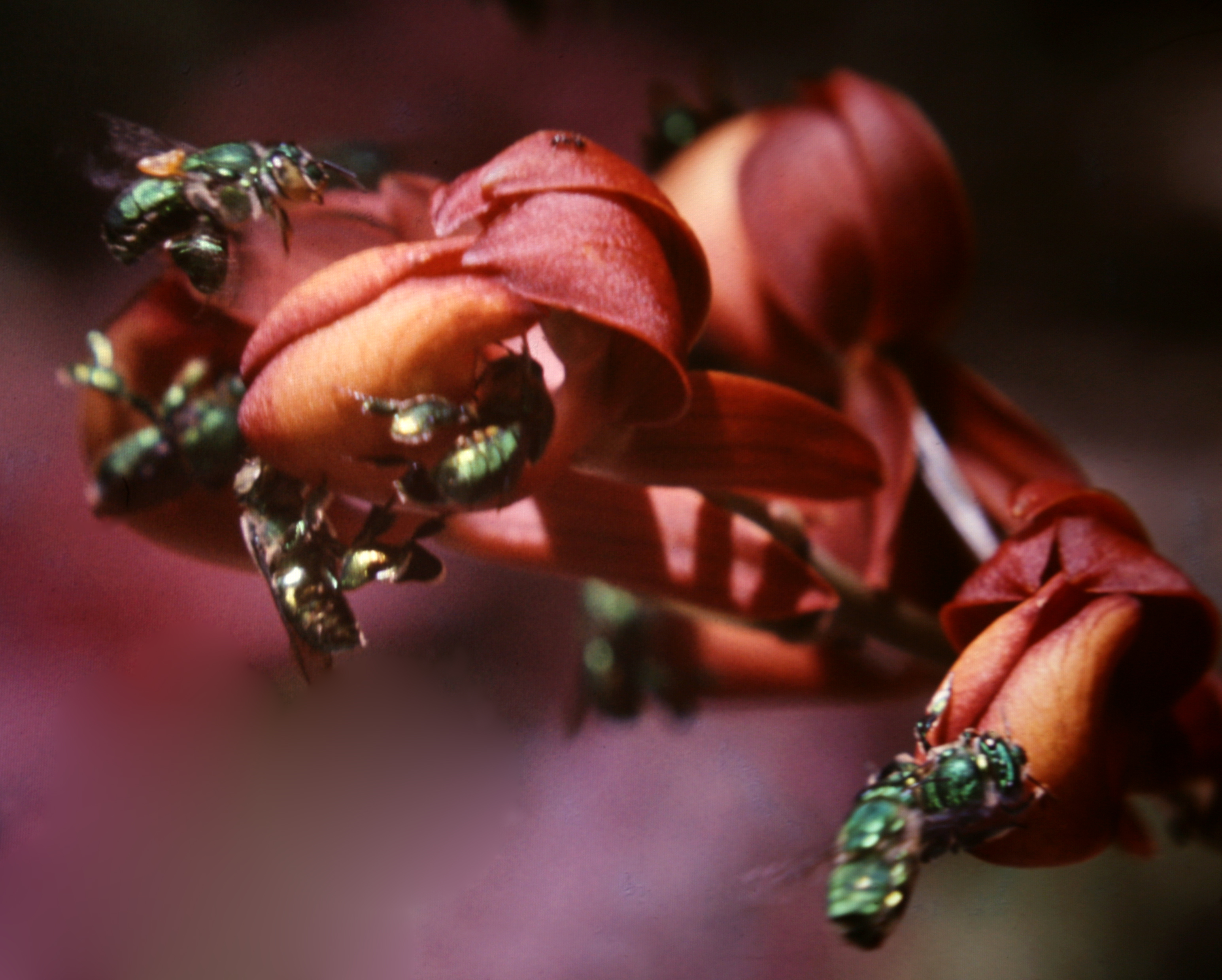
Abelhas Euglossini em seu afã polinizador